# Aeropuerto Internacional Gobernador Horacio Guzmán
El Aeropuerto Internacional Gobernador Horacio Guzmán (FAA: JUJ - IATA: JUJ - OACI: SASJ) es un aeropuerto que se encuentra a 33 km al sureste del centro de la ciudad de San Salvador de Jujuy, en la localidad de Perico en el departamento El Carmen en la provincia de Jujuy. El aeropuerto está ubicado muy cerca de las ciudades y localidades más pobladas de Jujuy, tales como San Pedro de Jujuy, y Palpalá entre otras. Su nombre se debe al gobernador jujeño que decidió crear dicho aeropuerto, aunque también es conocido como "El Cadillal" debido a que antiguamente en dicho lugar había una finca con ese nombre.
El área total del predio es de 621 ha.
Tiene capacidad de operar hasta cuatro vuelos en simultáneo: dos mediante las mangas y dos de manera remota, con lo que podría manejar más de cuatrocientos pasajeros por hora. Cada una de sus mangas esta prepara para recibir vuelos internacionales. Su dirección es Ruta Nacional 9 S/N (Y4610). 

## Historia
El entonces vicegobernador Emilio Agustín Navea solicitó en 1954 que se designara una comisión de técnicos a la Dirección General de Circulación Aérea y Aeródromos, para que se ampliara el aeropuerto de Jujuy, "Alto Comedero". Tras la firma de los convenios comenzaron las primeras obras en noviembre de 1954, pero fueron paralizadas en 1955, tras el golpe de Estado de septiembre de 1955 y la toma del poder por la dictadura autotiulada Revolución Libertadora. Las obras fueron retomadas en 1964.
Hacia 1985, Aerolíneas Argentinas incluía escalas en Jujuy en sus vuelos desde Buenos Aires hacia Bogotá (Aeropuerto Internacional El Dorado), Guayaquil, Ciudad de Panamá y Miami en sus Boeing 707 y Boeing 727.
Actualmente es base operativa de medios aéreos del Plan Nacional de Manejo del Fuego.

## Infraestructura
La longitud de la pista es de 2950 metros y el ancho es de 45 metros. La aeroestación tiene una superficie cubierta de 5000 metros cuadrados, funcionales, a dos niveles. En la plataforma se encuentran los sectores destinados a los servicios de protección del vuelo, compañías operadores, dos salas VIP, recepción y despacho de pasajeros, entrega de equipajes, de cabotaje e internacional.En 2012 fue remodelado
En abril de 2012 comenzó a remodelarse el aeropuerto con la construcción de una nueva torre control, un nuevo estacionamiento con el doble de capacidad y una nueva terminal de pasajero de 8000 metros cuadrados, repartido en dos niveles.
El aeropuerto cuenta con quince mostradores para registro de pasajeros, 8504 metros cuadrados, cuatro puertas de embarque, espacio para estacionar 323 vehículos.

## Destinos

### Destinos nacionales
| Destinos regulares | Nombre del aeropuerto                                 | Aerolíneas                                                            | Avión                                         | Frecuencias semanales |
| ------------------ | ----------------------------------------------------- | --------------------------------------------------------------------- | --------------------------------------------- | --------------------- |
| Buenos Aires       | Aeroparque Jorge Newbery                              | Aerolíneas Argentinas Andes Líneas Aéreas Flybondi JetSMART Argentina | B737-700/800, E-190AR MD-83 B737-800 A320-232 | 26                    |
| Buenos Aires       | Aeropuerto Internacional Ministro Pistarini           | Aerolíneas Argentinas                                                 | B737-700                                      | 7                     |
| Córdoba            | Aeropuerto Internacional Ingeniero Ambrosio Taravella | Aerolíneas Argentinas                                                 | E-190AR                                       | 7                     |

### Destino internacional
| Destinos regulares | Nombre del aeropuerto                      | Aerolíneas                               | Avión  | Frecuencias semanales |
| ------------------ | ------------------------------------------ | ---------------------------------------- | ------ | --------------------- |
| Paraguay           |                                            |                                          |        |                       |
| Asunción           | Aeropuerto Internacional Silvio Pettirossi | Paranair (Inicia 3 de noviembre de 2024) | CRJ200 | 2                     |

## Estadísticas
| Ranking | Ciudad                               | Pasajeros (2017) | Pasajeros (2018) | Pasajeros (2019) | Variación | Aerolíneas                                                                   |
| ------- | ------------------------------------ | ---------------- | ---------------- | ---------------- | --------- | ---------------------------------------------------------------------------- |
| 1       | Buenos Aires (Aeroparque), Argentina | 195.963          | 279.086          | 237.309          | -14,97    | Aerolíneas Argentinas, Andes, Austral Líneas Aéreas, Norwegian Air Argentina |
| 2       | Buenos Aires (El Palomar), Argentina | N/D              | 38.278           | 92.270           | +141,05   | Flybondi                                                                     |
| 3       | Córdoba, Argentina                   | 35.877           | 61.250           | 53.234           | -13,09    | Austral Líneas Aéreas                                                        |

### Cuotas de Mercado
| Ranking | Aerolíneas              | Pasajeros | Cuota  |
| ------- | ----------------------- | --------- | ------ |
| 1       | Aerolíneas Argentinas   | 246.335   | 63,00% |
| 2       | Flybondi                | 95.404    | 24,40% |
| 3       | Andes Líneas Aéreas     | 41.978    | 10,70% |
| 4       | Norwegian Air Argentina | 5.124     | 1,30%  |